# Liste des abbés de Meymac
La liste des abbés de Meymac est tirée du livre de Hugues Du Temps.
L'abbaye a d'abord été créée comme un simple prieuré dépendant de l'abbaye d'Uzerche avant qu'elle prenne son indépendance par rapport à Uzerche.

## Liste des abbés
- Pierre I, n'est qu'un simple prieur ;
- Hugues I, il prit le titre d'abbé contre l'abbé d'Uzerche. Il a été confirmé en 1145 par Géraud ou Gérald du Cher, évêque de Limoges. Il est déposé par Bernard I d’Auberoche ;
- Étienne I d'Arnac, nommé en 1146 par Bernard d'Auberoche, abbé d'Uzerche. Il a joui paisiblement du titre d'abbé ;
- Hugues II, moine de Cluny, nommé abbé de Meymac en 1175 par l'archevêque de Bourges ;
- Guillaume I, abbé en 1201 ;
- P. de la Chassaigne, abbé en 1208 ;
- Guillaume II de la Chassaigne, frère du précédent, abbé en 1221 ;
- Jean I de la Chassaigne ;
- Gérard I, élu en 1246, a abdiqué en 1247. Il est peut-être le même que G. du Puy nommé dans une charte ;
- Pierre II Aymars, élu en 1247, il vivait encore en 1270 ;
- Hugues III Aymars, abbé en 1272 ;
- Pierre III, qui est peut-être le même que Pierre II Aymars ou Ademare,qui s'était démis mais aurait conservé le titre d'abbé. Il en est encore fait mention en 1284 et 1288 ;
- Hugues IV, abbé en 1290, puis s'est démis et vivait encore en 1309 et 1321. Il était parent d'Eble de Ventadour ;
- Géraud II de Gaufre, en 1306 et 1312 ;
- Jean II de Vez, neveu de Hugues Despoch de Vez, en 1331 ;
- Guillaume II, abbé en 1340 ;
- Pierre V du Puy ou Despoch, abbé en 1342, puis est passé à l'abbaye Saint-Florent de Saumur. Il a fondé la fête de saint Jacques au mois de Juillet, et un mandat pour douze pauvres pour le jour de la Cène ;
- Hugues IV de Lantouillac, en 1349, a fondé la vicairie de Saint-Léger ;
- Guillaume III de Lantouillac en 1367 ;*
- Bertrand I de la Forse, en 1384 et 1433 ;
- Jacques de Loubartez ou de Monsac, abbé dès 1434, s'est démis en 1450 ou 1451 ;
- Bertrand II de Lobperte ou Loubartez, élu en 1450, s'esr démis en 1457 au profit de son neveu ;
- Jean III de Lobperte ou Loubartez, passé de l'abbaye de Bonne-Aigue à celle de Meymac ;
- Antoine I de Beschet, protonotaire apostolique, en 1554 ;
- Antoine II de Montel, en 1568 ;
- Étienne II Pallot, en 1578 ;
- Guillaume IV le Sarte, en 1579 ;
- Mathnon de Montel, en 1580 ;
- Julien Bage, en 1602 ;
- François I de Lévis de Ventadour, mort en 1626 après s'être démis ;
- Anne de Lévis de Ventadour, abbé de Meymac en 1603, puis archevêque de Bourges en 1651, mort le 17 mars 1662 ;
- Henri de Lévis, s'est démis en 1664 ;
- François II Hédelin, abbé d'Aubignac, prit possession en 1665. Il a réuni l'abbaye à la Congrégation de Saint-Maur, en 1669 et se démit ;
- Arnaud-Auguste Langlois de Blacfort, aumônier de la Dauphine, chanoine de la Sainte-Chapelle de Paris, prieur d'Albaret-Sainte-Marie au diocèse de Paris, nommé à l'abbaye de Meymac en 1673, député à l'assemblée du clergé en 1685, mort en 1693 ;
- Louis-Philippe de Meschatain, chanoine-comte de Lyon, nommé le 30 ou 31 mai 1693, s'est démis en 1706 ou 1707 ;
- Honoré Tournély, professeur de Sorbonne, nommé le 23 avril 1707, s'est démis l'année suivante et est nommé à l'abbaye de Plaimpied en 1709 ;
- Maurice de Rochette, fils de Jean, conseiller à la Cour des aides de Clermont et de Marguerite de Péreyret, docteur de Sorbonne, chanoine de Clermont, puis vicaire général et visiteur des Carmélites, nommé à la démission de Tournély ;
- Jean Ozenne de Basville, nommé le 30 juillet 1727 ;
- Louis Le Bascle d'Argenteuil, vicaire général de Tours, nommé en 1753, s'est démis en 1757 quand il est pourvu de l'abbaye de Châtillon-sur-Seine ;
- Pierre-Louis Guillon de Saint-Val, vicaire général de Poitiers, nommé en 1757, il a pris possession de l'abbaye le 1er mai 1758. Il vivait encore en 1787.